# Мускул
Мускул (от латински: musculus, „мишле“) се нарича основната анатомична единица на мускулната система, част от опорно-двигателната система на висшите животни, образувана от средния зародишен лист на ембрионите. Мускулите са еднакво устроени органи, които имат способността да се съкращават и разпускат. Функцията на мускулите е да упражняват статично въздействие или да предизвикват движение на части от тялото, включително на вътрешни органи. Движенията на тялото са резултат от съвместната работа на нервната и мускулната система. Движението е една от най-важните разлики между животните и растенията.
Мускулите са изградени от множество мускулни влакна, които имат способността да се съкращават. Мускулните влакна са клетки с просто устройство: съдържат само клетъчно ядро и голяма цитоплазма. Енергията за мускулните съкращения се получава от химичното съединение аденозинтрифосфат (съкр. АТФ).
Мускулите се делят на скелетни, сърдечни и гладки. Съкращаването на сърдечните и гладките мускули протича неволево и работата им е необходима за оцеляването на организма. Примери за това са работата на сърцето и червата. Волевото съкращаване на скелетните мускули се използва за придвижване.
Мускулите се захранват главно чрез окисление на мазнини и въглехидрати, но понякога и анаеробно. В резултат от тези химични реакции се получават молекули аденозинтрифосфат.
Всеки път по време на физическо натоварване се образуват микроскопични увреждания (разкъсвания) на мускулните влакна и връзките. След това обаче тялото ги възстановява и те стават още по-здрави, по-силни, по-големи и по-издръжливи. Именно на този принцип чрез редовни тренировки мускулите нарастват, а сухожилията се заздравяват.

## Мускулна тъкан
Мускулната тъкан е образувана от силно удължени клетки, наречени мускулни влакна. Миофибрилата е основната функционална единица и е изградена от съкратителни белтъци – актин и миозин. Основната функция на мускулната тъкан е двигателната, която осигурява възбудимостта, проводимостта и съкратимостта.
- Възбудимост – това е свойството на клетката да премине от състояние на покой в активно състояние под действие на дразнители.
- Проводимост – способността на клетката да предава възбуждането като нервен импулс по дължината си.
- Съкратимост – способността на мускулната клетка да намалява дължината си.

Произхода на мускулната тъкан е от мезодермата.

### Видове мускулна тъкан

#### Скелетна
Тя е образувана от влакна, които погледнати под микроскоп изглеждат напречнонабраздени. Изгражда мускулите на туловището, крайниците и главата. Чрез съкращението ѝ се осъществява придвижването на тялото в пространството. Съкращенията на напречнонабраздената мускулна тъкан са волеви – настъпват по желание на човека. Мускулатурата на скелета е изградена от скелетна мускулатура и малко хлабава влакнеста тъкан, която огражда мускулните съдове и нерви. Отвън мускулите са покрити от дебела капсула от уплътнена влакнеста тъкан наречена епимизиум. Напречнонабраздена мускулна тъкан – има дълги многоядрени клетки, като ядрата са разположени в периферията на клетките, под клетъчната мембрана. При наблюдение с микроскоп на напречнонабраздената мускулна тъкан клетките имат тъмни и светли ивици, което се дължи на миофибрилите, откъдето е получила и името си. Тези мускулни влакна изграждат скелетните мускули и извършват бързи и мощни съкращения с кратък период на почивка, затова се изморяват лесно. Съкращават се волево под действието на импулси, идващи от кората на главния мозък. Заема 40% от масата на тялото. Напречната набразденост на мускулите е възникнала още в ранните етапи на еволюцията.
Различните типове скелетно-мускулни влакна могат да се класифицират на базата на:
- Максимална скорост на скъсяване:
  - бързи влакна;
  - бавни влакна.

Двата вида влакна съдържат изоензими, които се различават по начина, по който разцепват АТФ. Това определя скоростта за максимално скъсяване на мускулните влакна. Влакна, съдържащи миозин с висока АТФ-активност биват бързи, а тези с миозин с по-ниска АТФ-активност са бавни. Бързите мускулни влакна се съкращават бързо, но за сметка на това се уморяват бързо.
- По главния път използван за образуване на АТФ:
  - Оксидативни влакна. Съдържат множество митохондрии и в резултат на това имат висок капацитет на окислително фосфорилиране. Заобиколени са от множество кръвоносни съдове и съдържат големи количества от протеина миоглобин. Последният придава тъмночервен цвят на мускулите и осигурява малки кислородни запаси във влакното.
  - Гликолитични влакна. Тези влакна имат малко количество митохондрии, но за сметка на това имат голяма концентрация на гликолитичен ензим и запас от гликоген. Заобиколени са от по-малко кръвоносни съдове и имат по-малко количество миоглобин. Това обезцветява влакното, поради което се нарича бяла мускулатура. Обикновено гликолитичните влакна имат по-голям диаметър от оксидативните.

Болшинството мускули са смесени, като в различни пропорции съдържат бели и червени влакна. По-ясно разделение на бели и червени мускули например има при заека и кокошката.

#### Гладка
Състои се от къси, гладки влакна, които не са напречнонабраздени, а гладки погледнати през микроскоп. Изгражда кухите вътрешни органи – стомах, черва, кръвоносни съдове и др. От съкращението ѝ зависят жизненоважни процеси като дишането, кръвообращението и храносмилането. Съкращението на гладката мускулна тъкан е неволево – не се извършва по желанието на човека. Контрахира се бавно, но развива голяма контрактилна и натискна сила. Изградена е от вретеновидни клетки с едно ядро, разположено в центъра. Миофибрилите трудно се различават с микроскоп, затова и е наречена така. Извършва бавни ритмични съкращения без признаци на умора и за разлика от напречнонабраздената, се контролира от вегетативната нервна система. Повишаването на температурата води до разширяването им, а студът стимулира съкращението им. Изгражда стените на храносмилателната, отделителната, дихателната система и на кръвоносните съдове.
Хистологично гладките мускули се отличават от напречнонабраздените с липсата на набряздяване. Най-голямата разлика от тях се дължи на контрактилните протеини. При скелетните мускули тези протеини са прецизно подредени, в резултат на което се наблюдава и набраздеността. При гладките обаче липсва такава прецизност при подреждането, вследствие на което липсва набразденост. Гладките мускули се контрахират много по-бавно от скелетните, скоростта на разпространение на възбудата е също по-ниска. Съкращаването им и поддържането на тонуса се извършва с много по-малко енергия в сравнение с напречнонабраздените. Ето защо въпреки че те работят непрекъснато през целия живот, гладките мускули не се уморяват.

#### Сърдечна
Образувана е от влакна, които са по-къси от тези, които образуват скелетната мускулна тъкан и погледнати под микроскоп те изглеждат напречнонабраздени. Сърдечната мускулна тъкан изгражда мускулите на сърцето. Заедно с гладката мускулна тъкан тя се причислява към неволевата мускулатура. Въпреки това обаче притежава известна автономия и автоматизъм. Ритмичните контракции се дължат на собствен команден пункт, наречен синусов възел. Въпреки това обаче важна роля в регулацията на сърдечната дейност изпълнява нервната тъкан. Допълнително сърдечната мускулна тъкан се изгражда от два подвида – работна и проводяща. Изградена е от клетки, които в краищата си се разклоняват. Клетките ѝ се свързват чрез междуклетъчни дискове. Извършва бързи и ритмични съкращения с дълъг период на почивка, затова и не се изморява. За нея е характерно свойството автоматия – способността да генерира импулси без въздействие отвън, но се влияе и от вегетативната нервна система. Изгражда само сърцето.

### Устройство на мускулното влакно
Мускулното влакно представлява многоядрена съкратителна клетка с диаметър 10 – 100 μm и дължина от няколко милиметра до 10 cm. Отвън е обвита от сарколема, която представлява трислойна мембрана с голяма еластичност. Това ѝ позволява да се променя непрекъснато в зависимост от промяната на обема на мускулното влакно при съкращение. В цитоплазмата се намират множество съкратителни елементи наречени миофибрили. Те са част от диференцираната цитоплазма, наречена иноплазма. Недиференцираната ѝ част се нарича саркоплазма и се намира основно под клетъчната мембрана. Мускулните влакна са обединени в снопчета, чиито краища се сливат в сухожилни влакна. Наблюдавани под микроскоп в мускулните влакна на напречнонабраздената мускулна тъкан се редуват светли изотропни I и тъмни анизотропни A дискове и ивици. Напречно, изотропните дискове са разделени от преминаването на една по-тъмна линия, наречена телефрагма или мембрана Z. По средата на анизотропните дискове се установява напречна, по-светла ивица, която се нарича диск H, по средата на който преминава фина, по-тъмна линия, наречена мезофрагма или линия M. Основната функционална единица се нарича саркомер. Това е участъкът от миофибрили разположен между две Z мембрани. Миофибрилите в мускулното влакно са така ориентирани, че саркомерите им са на едно и също равнище. Саркомерът е изграден от успоредно въртящи се нишки, наречени протофибрили. Те биват тънки, съставени от актин и дебели, съставени от миозин. Свободният край на тънките нишки навлиза в дебелите, като в покой тънките не достигат H зоната, а при съкращение навлизат в нея. Така по време на мускулно съкращение двете мембрани, които ограничават саркомера се приближават като саркомерът става по-къс, без това да води до промяна в дължината на протофибрилите.

### Химичен състав на мускула
Скелетните мускули при бозайниците съдържат вода (72 – 80%), белтъчини (16,5 – 21%), мазнини и липиди (3,9%), екстрактни вещества, съдържащи азот (1,7%), безазотни екстрактни вещества (0,9%). Белтъците на мускулатурата се делят на две групи:
- белтъци на саркоплазмата – миоген, глобулин Х, миоглобин;
- белтъци на миофибрилите – миозин, актомиозин, актотропомиозин, тропомиозин.

Миоглобинът е белтъка, който осигурява запасите на мускула с кислород, като се свързва с него. Така се превръща в оксимиоглобин. Продължително работещите мускули съдържат повече миоглобин. Миоглобинът е и в по-голямо количество при животните, които издържат повече време под водата без да дишат. Така например при тюлена 47% от кислородните запаси в организма са свързани с миоглобина, докато при други сухоземни животни този процент се движи към 13 – 16%.

## Мускулно съкращение
Същността на мускулното съкращение е сложна поредица от биохимични процеси. Съкращаването и последващото разпускане може да се схематизира по следния начин:
- Повърхността на мускулната мембрана на мускулното влакно се деполяризира от акционния потенциал.
- Сигналът се отвежда дълбоко във влакното посредством Т-каналчестата система.
- Електрическият сигнал се разпростира от Т-каналчетата към саркоплазматичния ретикулум.
- Сигналът предизвиква освобождаване на калциеви йони, които се намират в ретикулума.
- Нараства концентрацията на калциеви йони в саркоплазмата. Свързват се с тропонина и се осъществяват конформационни промени.
- Предизвиква се промяна на тропомиозиновите молекули. В резултат на това миозиновите мостчета въздействат върху актиновите нишки.
- След като се допират до актиновите нишки миозиновите мостчета, чрез своите движения, задвижват и тях.
- Извършва се плъзгане на актиновите нишки. Навлизат в анизотропните дискове между миозиновите нишки. Така се скъсява саркомерът и съкращаването е завършено.
- Калциевите йони от саркоплазмата се свързват със саркоплазмения ретикулум. Тропомиозинът инхибира допирането на мостчетата до актиновите нишки, мускулът се разпуска до следващата деполяризация.

## Физиологични свойства на мускулите
Мускулната клетка притежава свойството дразнимост като специфичният отговор на мускулите при дразнене е тяхното съкращение. То се предизвиква по два начина – пряко, като се действа с дразнител направо върху мускула и нормално, когато мускула се възбужда след дразнене на принадлежащия му нерв. Мускулните дразнения могат да бъдат естествени (присъщи) и изкуствени (неприсъщи). Изкуствените биват механични, химични и други. Естествените дразнения за мускула са импулсите, които се предават върху него посредством съответния нерв. Мускулната възбудимост се променя под влияние на различни фактори. Подобрява се, чрез подходящи упражнения, които активират метаболитните процеси. Възбудимостта се понижава след продължителна почивка или много активна мускулна дейност, водеща до умора.
За мускулната тъкан са характерни фазовите явления на възбудния процес, които са с различна продължителност. Наблюдава се рефрактерна фаза, екзалтационна фаза, фаза на понижена възбудимост и накрая мускулът изпада в състояние на нормална възбудимост.
В зависимост от функцията си мускулите се делят на изпъвачи, свивачи, отдалечаващи, приближаващи, въртящи и други. Тези различни мускули на тялото, които изпълняват една и съща функция или се подпомагат взаимно се наричат синергисти, а когато изпълняват противоположни функции се наричат антагонисти.
Латентен период се нарича времето между момента на дразнене и началото на мускулното съкращение. Дължината му е много кратка 0,002 – 0,004 s. По-силните дразнители водят до неговото скъсяване. След латентния период следва съкращение на мускула. Следва фазата на разпускане. Накрая се наблюдават няколко малки единични трептения, резултат на мускулната еластичност. Периодът на съкращение на червените мускулни влакна е по-продължителен от този на белите. Мускулите на животните с постоянна телесна температура се съкращават по-бързо от тези на студенокръвните. Умореният мускул се съкращава много по-бавно от свежия. Наблюдава се и зависимост между силата на дразнене и височината на съкращение. Много слабите дразнители, които не довеждат до забележимо съкращение се наричат подпрагови. Най-малкият по сила дразнител, който предизвиква видимо съкращаване на мускула се нарича прагов. При естествени условия няма единични мускулни съкращения. При нормално функциониращ организъм се осъществяват продължителни съкращения, образувани от сливането на поредица единични съкращения. Те възникват в резултат на постъпващия залп от нервни импулси към мускула.
- Изотонично мускулно съкращение. Изразява се в това, че мускулът се съкращава без съпротивление или при отсъствие на товар. В резултат на това напрежението в мускула не се променя, а се променя само дължината му.
- Изометрично мускулно съкращение. При това съкращение на мускула се променя само напрежението, без да се променя дължината му. Практически се наблюдава, когато товарът е с тегло, което не е в състояние да се повдигне. Всички надпрагови дразнения водят само до промяна на напрежението без да се променя дължината му.

### Тетанично съкращение
Ако даден мускул се дразни с нарастваща честота на дразненията в началото той ще успява да отговори на всяко дразнение с отделно съкращение. Когато се учестят обаче на 15 броя в секунда всяко следващо дразнене ще заварва мускула в не напълно разпуснато състояние преди да е завършил единичното съкращение. Фактически тетаничното съкращение се изразява в това, че мускулът се съкращава отново преди да се е разпуснал докрай. При тетаничното съкращение се наблюдава значителна загуба на вещества и енергия.

### Мускулен тонус
Изразява се в способността на мускулите да поддържат, продължително и устойчиво състоянието си на леко съкращаване, при минимален разход на вещества и енергия. Чрез тоничното съкращаване на скелетните мускули се осигурява преодоляване на земното притегляне и поддържане на позата на главата и тялото. Тонусът се поддържа, чрез непрекъснато изпращане на редки импулси от ЦВС. Импулсите засягат несинхронно отделните мотоневрони, в резултат на което мускулът се съкращава по модела на слабо тетанично съкращение.

### Контрактура
Изразява се в трайно съкращаване на отделни мускулни влакна и на мускула като цяло. Контрактурата бива вродена и придобита. Контрактурата от рефлекторен произход възниква като резултат от нарушенията на функцията на нервната система или в резултат на силна болка. Ако възникне в резултат на преумора се наблюдава увеличение на времетраенето на фазата на съкращението и особено на фазата на разпускането. Биохимично контрактурата на мускула се изразява в намаляване на веществата, участващи в плъзгането на миозиновите и актиновите нишки и връщането им в изходно положение.

### Следсмъртно вкочаняване
виж също: Rigor mortis
Няколко часа след настъпване на смъртта, мускулите се втвърдяват и това пречи на тяхната подвижност. Първоначално се вцепеняват мускулите на главата, следвани от тези на трупа и крайниците. Факторите, които влияят на контрактурата са същите и при следсмъртното вкочаняване, а именно с образуване на тройна връзка между миозиновите и актиновите нишки като последица от изчезването на пластифициращото действие на АТФ.

### Мускулна работа
Работата на мускулите се измерва с товара, който даден мускул повдига на определена височина. При увеличаване на натоварването в началото, количеството на мускулната работа се увеличава. След достигане на максимума обаче тя започва значително да намалява и спада до нула. Началното увеличение на извършената работа се дължи на повишената възбудимост на мускула и увеличение степента на мускулното съкращение. Количеството на мускулна работа е правопропорционално на количеството на мускулните влакна и тяхната дължина. Върху количеството на извършената работа влияят разтягането на мускула под влияние на натоварването, количеството и разположението на мионевралния апарат. Уморените мускули извършват по-малко работа главно поради намаление височината на подема. Работата, която скелетните мускули извършват за да осигурят движението се нарича динамична. Напрежението на скелетните мускули, с което се осигурява преодоляването на земното притегляне и поддържане на тялото в пространството се нарича статическо усилие.

### Кислороден дълг
Функцията на мускулите е най-добре изразена при аеробни условия. Въпреки това, за ограничено време те могат да функционират и при анаеробни. След като работи така известно време и се постави отново в аеробни условия мускулът бързо поглъща кислород. С него се метаболизират обменните продукти образувани при мускулната активност при анаеробни условия. Способността на мускулите да работят при анаеробни условия се дължи на способността им да понасят кислородна недостатъчност. За една продължителна и ефективна мускулна активност е необходимо пълно възстановяване на кислородния дълг.

### Коефициент на полезно действие
Това е съотношението на енергията употребена за работа на мускула към цялото количество енергия произведена от него. В най-добрия случай КПД се движи от 28 – 35%. Върху него оказват влияние големината на товара и скоростта на мускулното съкращение. Той е най-голям при средно натоварване и немного учестена работа.

### Мускулна сила
Измерва се с максималния товар, който даден мускул може да повдигне или с максималното напрежение, което той е в състояние да развие. Колкото по-голям е броят на влакната, толкова по-голяма е мускулната сила.

### Мускулна умора
След период на интензивна активност мускулите губят способността си да се съкращават. Това състояние се нарича мускулна умора. Ако се прилагат продължителни стимули върху уморен мускул, то той достига до пълна липса на съкращение. Признаците на мускулна умора се изразяват в намаляване големината на съкращението, удължаване времето на съкращението, което се простира върху трите фази. Много силната умора води до контрактура на мускула. Умората е нормален физиологичен процес, който води до прекратяване на работата. След време на почивка работоспособността на мускулите се възстановява.

### Разтегливост и еластичност на мускула
Разтегливост е способността на мускулите да увеличават дължините си при натоварване и зависи от теглото на товара. Червените мускули са по-разтегливи от белите, а вретеновидните и паралелните са по-разтегливи от перестите.
Еластичността е способността на мускулите да се възвръщат към първоначалното си състояние след деформация. По време на мускулните съкращения еластичността се увеличава, а разтегливостта му намалява. При умора разтегливостта се увеличава.

## Ембриология
Всички мускули се образуват от параксиалната мезодерма на ембриона. Те се разделят по дължината му на сомити, съответстващи на сегментирането на тялото, което е най-лесно забележимо при гръбначния стълб. Всеки сомит има три части – склеротом, от който се образува прешленът, дерматом, от който се образува кожата и миотом, от който се образуват мускулите. Миотомът от своя страна се разделя на две части, епимер и хипомер, от които се образуват съответно епаксиални и хипаксиални мускули. При хората епаксиални мускули са само дългият гръбен мускул и малките междупрешленни мускули. По време на развитието на зародиша миобластите или остават в сомита, за да образуват мускулите около гръбначния стълб, или мигрират навън в тялото, за да образуват всички останали мускули. Миграцията на миобластите е предшествана от образуването на структура от съединителна тъкан. Миобластите се придвижват към местата си, следвайки химични сигнали и достигайки ги се срастват в удължени скелетни мускулни клетки.

### Развитие на гладката мускулатура
Лейомиогенезата (на латински: leiomyogenesis) се осъществява от два източника. Основната маса на гладката мускулатура изграждаща вътрешните органи произлиза от мезенхима, получен от висцералната мезодерма. Миоепителните гладкомускулни клетки възникват от ектодермата. Залагането им във вътрешните органи става на определени места като струпване на мезенхимни клетки (лейомиобласти), които постепенно се удължават, а в цитоплазмата им се появяват протомиофибрили. Първоначално те се свързват мрежовидно, но по-късно се прилепват помежду си плътно.

### Развитие на напречнонабраздената мускулатура
Рабдомиогенезата (на латински: rhabdomyogenesis) на мускулите на трупа се образува от мезенхима, получен от миотомите. Мускулната тъкан на крайниците се образува от миотомите от областта на шията и пояса. Скелетно-мускулните влакна представляват симпласти, които произлизат от мезенхима. Чрез деление, разрастване и диференциране се превръщат в миобласти. Това са вретеновидни клетки, в чиято цитоплазма се появяват първични миофибрили. Те притежават контрактилна способност още в ранна ембрионална фаза. Миобластите притежават по едно ядро, което впоследствие се дели многократно, увеличава се количеството на цитоплазмата, натрупва се гликоген и се увеличава броя на миофибрилите без да се дели тялото на мускулното вретено.

### Развитие на сърдечно-мускулната тъкан
Сърдечно-мускулните клетки и влакна произлизат от мезенхимните клетки на миоепикардиалната плоча. Те постепенно загубват своите израстъци, удължават се нишковидно и се превръщат в цилиндрични образувания. Те се допират със своите краища и се сливат в дълги цилиндрични образувания, наречени сърдечно-мускулни влакна. Сърдечно-мускулните влакна не се натрупват в снопчета, а се свързват мрежовидно.

## Видове мускули

### Форма и големина на мускулите
Големината, формата и размера на мускула са твърде разнообразни и зависят от разположението и функцията, която извършват. Скелетните мускули обикновено притежават една централна активна част, наречена мускулно тяло или корем и крайни механични части – сухожилия. Чрез последните се закрепват за скелета. По външен вид мускулите могат да бъдат дълги, къси и плоски, като се обединяват в няколко групи:
- Вретеновидни мускули. Имат правилна вретеновидна форма с кръгъл или леко сплеснат разрез. Срещат се предимно в крайниците.
- Многоразделни мускули. Представляват дълга и различно дебела мускулна маса. Чрез многобройни къси сухожилия се залавя за множество кости. Този вид мускули се срещат около гръбначния стълб.
- Лентовидни мускули. Формата им е на различно широки плоски ленти, които съединяват отдалечени кости. Срещат се по долната повърхност на шията.
- Плоски мускули. Представляват сравнително тънки мускулни плочи с голяма повърхност и различна форма. Обикновено мускулните снопчета завършват в широко тънко сухожилие. Една част от тези мускули образуват стената на коремната кухина.
- Зъбчати мускули. Съставени са от голям брой мускулни лъчи или триъгълни зъбци, които се залавят за последователно наредени костни образувания като прешлени и ребра.
- Пръстеновидни мускули. Представляват затворен пръстен, който при контракция затваря някои отвори на тялото – устен, анален отвор, клепачи.
- Двуглави, триглави и четириглави мускули. Започват от две, три или четири глави и накрая завършват в общо крайно сухожилие.
- Къси мускули. Това са мускули с ограничена дължина и различна форма. Съединяват отделни части на две съседни кости. Намират се около гръбначния стълб и костите на китката и ходилото.
- Общи мускули. Започват с една или повече сраснали мускулни глави, които преминават в общо сухожилие. Впоследствие то се разделя на толкова сухожилия, колкото пръсти има организмът.
- Двукоремни мускули. Това са мускули съставени от две вретеновидни тела, разположени надлъжно едно на друго и разделени помежду си от междинно сухожилие.

### Според разположението в тялото
- Мускули на главата:
  - Мимически мускули – прикрепени са от едната си страна за костите на черепа, а за другата са вплетени в дълбокия слой на кожата. При съкращаването си тези мускули променят изказа на лицето. Те са разположени около очите, устата и носа. При движенията си отварят и затварят очните цепки, движат устните, стесняват и разширяват ноздрите.
  - Дъвкателни мускули – те са по 4 от всяка страна на лицето. Започват от черепа и се залавят за долната челюст. При движението си осигуряват дъвкателни движения.
- Мускули на шията – чрез тях се извършва движението на главата и шията.
- Мускули на туловището:
  - Гръбни мускули.
  - Гръдни мускули.
  - Коремни мускули.
- Мускули на крайниците:
  - Мускули на горния крайник.
  - Мускули на долния крайник.

### Според действието
- Агонисти (Agonist muscles) – мускули, извършващи еднакво действие, пр. сгъване, привеждане, завъртане.
- Антагонисти (Antagonist muscles) – мускули, извършващи противоположно действие, пр. едните сгъват, а другите разгъват.
- Синергисти (Synergists) – мускули, които участват в движението индиректно. Те могат да участват при стабилизиране на ставните връзки, така че друго движение да бъде извършено (стабилизиращи мускули).

Силата на мускула се определя не от обема му, а от броя клетки при напречно сечение на влакното. По вид мускулите се групират на двуглави, триглави и многоглави мускули. С главата на мускула, с която мускулът се прикрепя посредством сухожилия към костта, а тялото към останалата част. Броят и видът на мускулите определят подвижността на тъканите и костите. За да притежава човек добра мускулна сила, е необходимо да приема количество храна, което да компенсира енергийния разход при съкращаването и отпускането на мускулите, както и минералния състав, за да може да се поддържат клетките. Мускулните клетки изграждат една от главните тъкани в човешкото тяло – мускулната.
Според доц. д-р Стоян Гаджев единна класификация на скелетните мускули няма и всеки мускул може да бъде класифициран към следните групи:
А. По положение: 1. Повърхностен 2. Дълбок 3. Външен 4. Вътрешен 5. Латерален 6. Медиален
Б. По форма: 1. Вретеновиден мускул 2. Лентовиден мускул 3. Плосък мускул 4. Триъгълен мускул 5. Квадратен мускул 6. Пръстеновиден мускул 7. Зъбчат мускул 8. Трапецовиден мускул 9. Ромбовиден мускул
В. По големина: 1. Голям 2. Малък 3. Дълъг 4. Къс
Г. По отношение на ставите: 1. Едноставен мускул 2. Двуставен мускул 3. Многоставен мускул
Д. Други мускулни форми: 1. Двукоремен мускул 2. Многокоремен мускул, m. digastricus 3. Името на мускула произлиза от неговото начало и край (m. brachiocephalicus) 4. Мускулът започва от една кост, след това се разделя и отделните части завършват с отделни сухожилия на няколко места (пръстовите свивачи и изпъвачи).
Е. Според функцията, която мускулът изпълнява: 1. Свивач 2. Изпъвач 3. Отвеждач 4. Привеждач 5. Завъртач 5.1. Пронатор 5.2. Супинатор 6. Разширител 7. Изопвач (обтегач) 8. Спускач (теглещ надолу) 9. Повдигач 10. Ретрактор 11. Протрактор 12. Стеснител 13. Орбикуларен 14. Ставен
Ж. Мускул, при който влакната се свързват под ъгъл със сухожилието може да бъде: 1. Едноперест мускул 2. Двуперест мускул 3. Многоперест мускул
3. Мускулът може да бъде прост (ясно обособени три части глава, корем и опашка) или сложен, който може да бъде двуглав, триглав и четириглав.
При птиците се различават следните групи скелетни мускули: подкожни мускули, мускули на главата, подезичнохрилния апарат, трахеята, ларинкса, сиринкса, шията, трупа, опашката, крилото и тазовия крайник.

## Връзки с други тъкани
Връзката на скелетните мускули със сухожилията и фасциите се осъществява с помощта на колагенни влакна, които оплитат краищата на мускулните влакна. Те образуват циркулярни и спирални слоеве без да навлизат във вътрешността на влакното. В края на всяко мускулно влакно откъм страната на сухожилието сарколемата образува дълбоки пръстовидни издатъци. Между тях се вмъкват колагенните влакна от снопчетата на сухожилията или фасциите.